# Peter Muránsky
Peter Muránsky (ur. 26 czerwca 1973 w Bańskiej Bystrzycy) – słowacki polityk, poseł do Rady Narodowej.

## Życiorys
W latach 1991–1996 studiował na wydziale agronomii Wyższej Szkoły Rolniczej w Nitrze, kształcił się również na Wydziale Nauk Przyrodniczych Uniwersytetu Komeńskiego w Bratysławie (1992–1997).
W 1991 przystąpił do Ruchu Chrześcijańsko-Demokratycznego, zaś rok później do jego młodzieżówki: Chrześcijańsko-Demokratycznej Młodzieży Słowacji (KDMS) – w 1995 został wybrany na wiceprzewodniczącego tej organizacji. W 1998 po raz pierwszy uzyskał mandat posła do Rady Narodowej, sprawował go do 2002. Następnie w skład słowackiego parlamentu wchodził w latach 2004 (na miejsce innego posła, wykonując mandat do 2006), a także po wyborach w 2010 i 2012.